# Synoicus
Synoicus Gould, 1843 è un genere che comprende quattro specie di quaglie del Vecchio Mondo.
Le specie appartenenti a questo genere sono diffuse in Africa subsahariana, Asia tropicale e Australasia. Due di esse in passato venivano classificate nel genere Excalfactoria, una nel genere monotipico Anurophasis e una in Coturnix. Le analisi filogenetiche hanno dimostrato che sono così imparentate tra loro da giustificarne l'appartenenza ad un unico genere, una classificazione seguita dall'Unione Internazionale di Ornitologia nel 2021.

## Specie
| Specie                                         | Specie   | Specie                                                                                 |
| Nome                                           | Immagine | Areale                                                                                 |
| ---------------------------------------------- | -------- | -------------------------------------------------------------------------------------- |
| Quaglia della Tasmania (Synoicus ypsilophorus) |          | Australia, Tasmania e Papua Nuova Guinea; introdotta in Nuova Zelanda e alle Figi      |
| Quaglia delle nevi (Synoicus monorthonyx)      |          | Snow e Star Mountains, Papua Occidentale (Indonesia) e Papua Nuova Guinea              |
| Quaglia della Cina (Synoicus chinensis)        |          | Da India e Sri Lanka fino a Taiwan ad est e all'Australia orientale a sud              |
| Quaglia blu (Synoicus adansonii)               |          | Africa subsahariana, dallo Zambia fino all'Etiopia a nord e alla Sierra Leone ad ovest |